# Round Lake Park
Round Lake Park – wieś w Stanach Zjednoczonych, w stanie Illinois, w hrabstwie Lake.